# 성욕기
성욕기(genital stage) 또는 성기기, 생식기는 프로이트 심리학의 5번째 시기로, 사춘기부터 성인기에 이르는 시기이다. 개인은 가족 밖의 사람들에게 강한 성적 관심을 갖게 된다.

## 프로이트와 후기 사상가들
생식기 단계의 개념은 1915년 프로이트가 쓴 "성욕에 관한 세 편의 에세이"(Three Essays on the Theory of Sexuality, 1905)에 추가되었다. 정신성적 발달 단계는 순서대로 구강기, 항문기, 남근기, 잠복기, 잠복기이다. 이 단계는 사춘기가 시작될 무렵에 시작되어 사망할 때 끝난다. 프로이트에 따르면 이 단계는 오이디푸스 콤플렉스와 함께 다시 나타난다. 생식기 단계는 주요 관심사가 생식기라는 점에서 남근 단계와 일치한다. 그러나 이러한 우려는 이제 의식이 되었다.
생식기 단계는 성적 충동과 공격적 충동이 다시 나타날 때 나타난다. 성적 쾌락의 근원은 엄마 아빠 밖에서도 확장된다. 남근 단계에서 아이가 무의식적으로 동성 부모에게 매력을 느꼈다면 이 단계에서 동성애 관계가 발생할 수 있다. 그러나 다음과 같은 관점에서 볼 때 남근 단계에 대한 이러한 해석은 주로 이해되는 남근 단계가 수반하는 것과 일치하지 않는다. 남근기의 가장 중요한 구성요소 중 하나인 오이디푸스 콤플렉스는 리비도의 주된 대상인 부모로부터 최대한의 반응을 얻어야 하는 욕구로 설명할 수 있다. 
리비도의 방출이나 발현에 대한 반응으로 만족을 주는 사람은 어머니가 되는 경우가 더 많으므로 유아기 리비도의 대상은 아버지가 아니라 어머니라는 점을 분명히 해야 한다. 피험자가 어머니를 소유할 수 없는 원인이 아버지이기 때문에 피험자가 아버지에게 무의식적으로 성적 매력을 느낄 가능성은 적다. 피험자는 여전히 어머니로부터 관심을 받는 데 집중하고 있다. 더욱이, 남근 단계의 모든 성적 매력은 순전히 무의식적이다.
생식기 단계에서는 자아와 초자아가 더욱 발달한다. 이를 통해 개인은 보다 현실적인 사고방식을 갖고 가족과 별개로 다양한 사회적 관계를 구축할 수 있다. 생식기 단계는 가장 최근 단계이며 가장 높은 성숙 단계로 간주된다. 이 단계에서 성인은 성숙, 일, 사랑이라는 두 가지 징후를 모두 발휘할 수 있게 된다.
이 단계는 사춘기에 시작되지만 성인이 될 때까지 완료되지 않을 수도 있다. 오토 페니켈(Otto Fenichel)은 생식기 우위가 양가감정을 극복하고 전대상 사랑을 위한 전제조건이라고 생각했다.
1960년에 로버트 W. 화이트(Robert W. White)는 프로이트의 생식기 단계를 본능적 욕구뿐만 아니라 효과까지 포함하도록 확장했다. 그의 무대 확장에는 사회에서 어떤 역할을 할 것인지 결정하기 시작하고 사회적, 성적 만족을 위해 데이트하는 것이 포함되었다.

## 같이 보기
- 구강기
- 항문기
- 남근기
- 잠재기
- 퇴행
- 오르가슴
- 빌헬름 라이히